# Milan Davidov
Milan Davidov (Hódság, 1979. június 1. –) szerb labdarúgó.
Pályafutása elején kisebb szerb csapatokban játszott, legnagyobb sikerét az FK Vojvodina csapatával érte el, mikor a Szerb Kupa döntőjéig jutottak. Ott azonban kikaptak 2-0-ra a Crvena zvezdától.
A sikeres szereplés felkeltette a ZTE vezetőinek figyelmét, a nyári átigazolási idény utolsó érkezőjeként leigazolták: július 17-én 2011. június 30-ig szóló szerződést kötött új csapatával.
A 2007–2008-as szezonban 28 bajnoki mérkőzésen és 8 Ligakupa találkozón, míg 2008 őszén 11 bajnoki mérkőzésen, 1 másodosztályú bajnokin és 3 Ligakupa találkozón lépett pályára.
2009 januárjában közös megegyezéssel szerződést bontott a klubbal és visszatért régi csapatához, a Hajdukhoz. Itt fél évet töltött, majd az FK Borac Čačak csapatához került. 2010 januárjában visszaigazolt Magyarországra, két és fél éves szerződést kötött a Nyíregyházával.
A Transfermarkt.de szerint értéke 2007 szeptemberében 575 000 euró volt.